# Biologie participative
La biologie participative désigne une approche de la biologie contributive, indépendante ou collaborative avec des laboratoires académiques ou industriels. Il s'agit d'individus (néophytes, amateurs, ou expérimentés), d'associations ou de petites entreprises dont les visées sont souvent non lucratives, dans une démarche de science ouverte ou éducative, ou lucratives.
Le terme bio-hacker (néologisme construit à partir des mots biologie et hacker) est parfois utilisé pour désigner un individu expérimentant, par exemple couramment utilisé, les propriétés de l'ADN et d'autres aspects de la génétique, dans le cadre ou en dehors du cadre académique, gouvernemental ou commercial. Les bio-hackers sont comparables aux hackers informatiques dans leur approche ouverte de leur champ d'étude.
Le biohacking est l'une des pratiques phares de la biologie participative depuis le début des années 1990. Il consiste en une articulation de pratiques appuyées par une philosophie libertaire que l'on pourrait résumer par :
- libre accès à l'information et la connaissance ;
- étude et compréhension des phénomènes et fonctionnements du vivant ;
- déconstruction des outils d'étude et d'analyse du vivant ;
- détournement des méthodes et outils de travail ;
- détournement des fonctionnements du vivant dans des finalités nouvelles ;
- fabrication d'outils pour réaliser des expériences scientifiques et artistiques.

L'un des textes fondateurs de la biologie participative est le Biopunk Manifesto rédigé par Meredith L. Patterson (en) et déclamé le 29 janvier 2010 lors du symposium du Centre pour la société et la génétique de l'Université de Californie à Los Angeles, intitulé « Outlaw Biology ? Public Participation in the Age of Big Bio ». Ce manifeste et son autrice revendiquent une filiation avec A Cypherpunk Manifesto d'Eric Hughes (1993). Le courant Biopunk était alors déjà un mouvement littéraire depuis les années 1990.

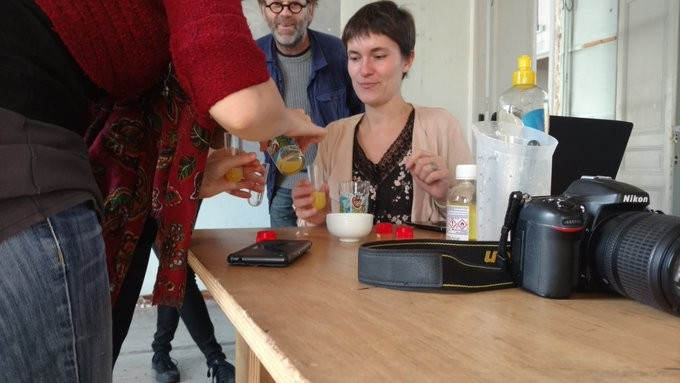
Atelier « Biopanique cuisine et féminisme » à l'Hôtel Pasteur à Rennes en 2017, encadré par le Biome hackLab.

## Histoire
Les sciences participatives apparaissent au tout début du XXe siècle, notamment avec un comptage d'oiseaux. Elles seront institutionnalisées en France en 1989 avec le premier observatoire coordonné par le Muséum national d'histoire naturelle (MNHN).
Le terme « biohacking  » ainsi que le concept de biologie à faire soi-même (« Do-it-yourself biology ») apparaissent en 1988,,
Selon le sociologue Everett Rogers, « les gens se sont mis en état d'alerte. Il y avait des films sur les hackers. Peut-être que dans quelques années, il y aura des films sur des [bio-hackers] créant des monstres Frankensteiniens. » La prédiction d'Everett Rogers est formalisée et diffusée au travers du film Bienvenue à Gattaca sorti en 1997. La place de la biologie dans la science-fiction est elle largement étendue depuis au moins 1932.
En 2008, l'organisation DIYbio (en) est fondée par Jason Bobe et Mackenzie Cowell. Il s'agit d'une structure informelle pour les personnes et les groupes locaux actifs dans le domaine de la biologie participative.[pertinence contestée]
« Aux alentours de 2009, les premières activités scientifiques de « bricolage » menées par des hackers et des individus « fabricants » se sont rapidement transformées en mouvements décrits dans la littérature comme DIYbio, biologie ouverte, biologie de garage, biologie marginale, bio-hacking, science de base, etc. (Seyfried, Pei, et Schmidt 2014 ; Kuznetsov et al. 2012 ; Kera 2014a ; Landrain et al. 2013 ; Vaage 2017 ; Wolinsky et Wolinsky 2009 ; Ledford 2010). Des pratiques telles que la fermentation, la construction de matériel scientifique ouvert (microscopes, PCR, plaques microfluidiques), ou l'utilisation de la biologie synthétique et plus tard des kits CRISPR sont devenues courantes dans les espaces de production et les espaces de hacking informatique du monde entier. Ces activités scientifiques de bricolage ont donné naissance à l'idée de développer des laboratoires scientifiques citoyens et communautaires indépendants exclusivement consacrés à ces activités. »
Le laboratoire de pratique de biologie participative Genspace (en), à but non lucratif,  est fondé en 2009 à Brooklyn, dans la ville de New York.[pertinence contestée]

## Dimensions de la biologie participative
La biologie participative est liée aux pratiques dites de « biohacking », de « biologie de garage », de « bio-design », de « bio-art » et également à certaines pratiques des sciences participatives, comme les BioBlitz. Cet ensemble de dénominations liées à des variations des pratiques des sciences et techniques s'ancre dans des unités de situation[pas clair] par lesquelles la biologie participative se constitue en espace de prise de positions politiques[pas clair],,[réf. incomplète],. Cette prise de position était illustrée, entre autres, par les contenus du site web BiOS (Biological Open Source).
Ce mouvement vise explicitement le retournement de l'idée préconçue selon laquelle seul un niveau universitaire élevé permet d'apporter une contribution significative à la communauté des biologistes et des sciences. Cette approche de la contribution aux savoirs passe par une acceptation de l'accès à l'information et à la connaissance comme un droit inaliénable. Meredith L. Patterson (en) souligne ainsi : « Nous affirmons que le droit à la liberté d’enquête, de faire de la recherche et de poursuivre la compréhension sous sa propre direction est un droit aussi fondamental que celui de la liberté d’expression ou de la liberté de religion. »
Le mouvement de biologie participative cherche à permettre et outiller un grand nombre de personnes, de petite organisations, pour une participation à la recherche et développement, arguant que la diffusion des connaissances est plus importante que la réalisation de bénéfices financiers. Le projet OpenWetWare (en), fondé en 2005, en est un exemple. La réduction des coûts économiques d'accès à tout type de matériel (informatique, mécanique, biologique…) est une revendication portée par les communautés de biologie participative. Cela devient aussi en enjeu de diffusion et de partage de ces matériaux. Meredith L. Patterson précise ainsi : « En tant qu’ingénieur⋅e⋅s, nous développons des équipements de laboratoire peu coûteux et des protocoles standard accessibles au citoyen et citoyenne moyen. » La création et l'usage de licence libre ou open source, notamment, sont incités par les communautés de biologie participative, celles pour les fabrications, les données et les publications,.
L'inclusion et la diversité des personnes au sein de ces communautés, la défense de libertés et droits fondamentaux, l'attention portée sur l'accessibilité à ces droits et libertés sont des points régulièrement soulevés et des actions fréquentes dans les communautés de pratique de biologie participative. Selon Meredith L. Patterson, « La curiosité ne connaît pas de frontières ethniques, de sexe, d’âge ou socio-économiques, mais la possibilité de satisfaire cette curiosité se tourne trop souvent vers les opportunités économiques, et nous voulons briser cette barrière. Un enfant de treize ans du centre-sud de Los Angeles a autant le droit d’enquêter sur le monde qu’un professeur d’université. »

## Positionnements politiques
La biologie participative soulève des débats politiques autour de l’accès aux technologies du vivant, de la régulation des biotechnologies et des droits des citoyens à mener des expérimentations en dehors des institutions.

### Démocratisation et accès libre
Le biohacking défend un accès libre et ouvert aux savoirs scientifiques, en opposition aux restrictions imposées par les grandes institutions et les brevets industriels. Le mouvement DIYbio.org milite pour que les outils et connaissances en biologie soient accessibles à tous, sans être exclusivement réservés aux chercheurs institutionnels.

### Régulation et sécurité
L’essor des techniques de modification génétique, comme CRISPR, a conduit les autorités à surveiller de plus près les pratiques de biohacking. En 2018, l’arrestation d’Aaron Traywick, qui avait testé un traitement expérimental sur lui-même, a suscité des interrogations sur la nécessité d’un cadre légal plus strict.
Toutefois, certains experts estiment qu’un encadrement trop rigide pourrait freiner l’innovation et restreindre l’accès aux technologies du vivant pour les amateurs et chercheurs indépendants.

### Luttes contre les brevets et monopoles
Le biohacking s’oppose également à la brevetabilité du vivant, qui limiterait la diffusion des découvertes biologiques. La Cour suprême des États-Unis a, en 2013, statué contre la brevetabilité des gènes humains, considérant qu’ils sont une création de la nature et non une invention brevetable.
Dans ce contexte, les défenseurs du biohacking encouragent la recherche en open-source et le partage des connaissances en biologie afin d’éviter la monopolisation des innovations par de grandes entreprises.

### Configuration en communautés

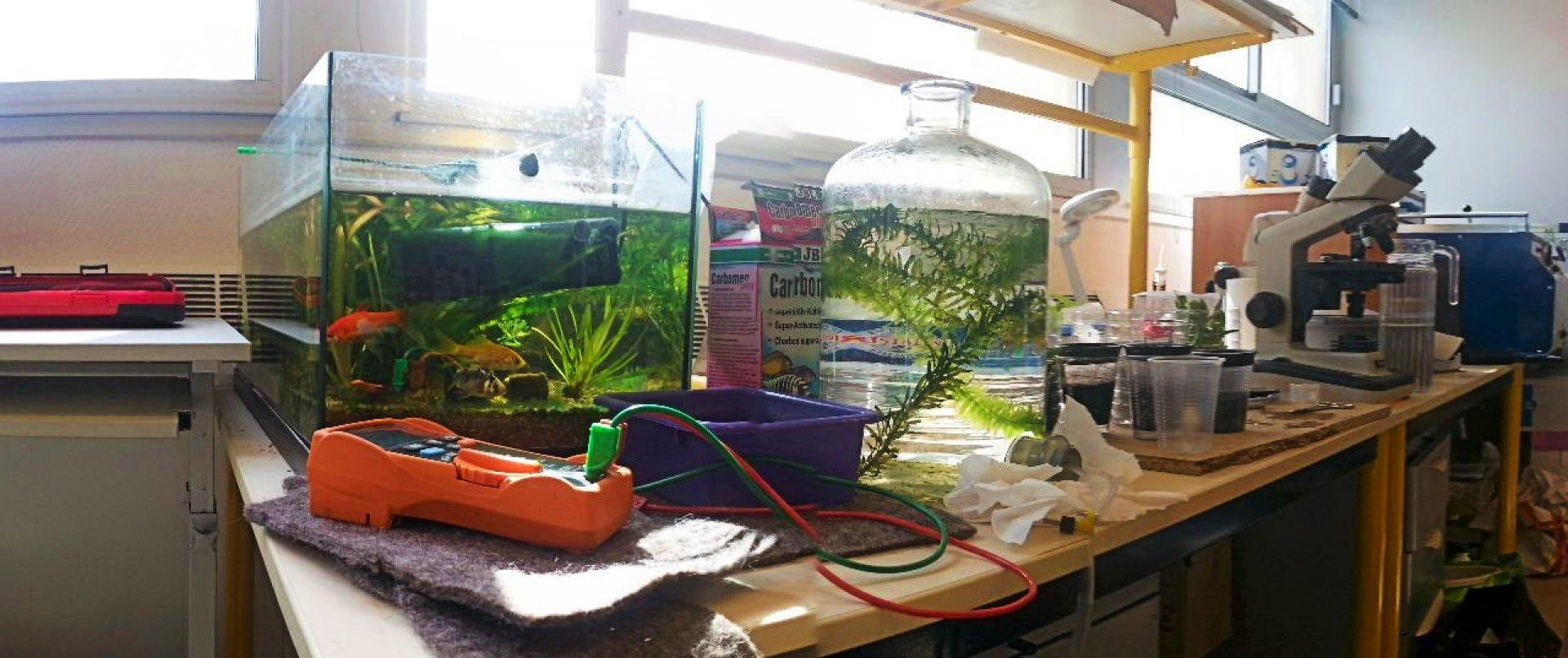
BioLab d'OpenFactory dans l'université de Bretagne Occidentale de Brest, lors du tour de France LabOSe 2017. Projet de pile bactérienne depuis culture aquatique.

## Laboratoires de biologie participative
- Bricobio, Montréal[28].
- La Paillasse, Paris[29].

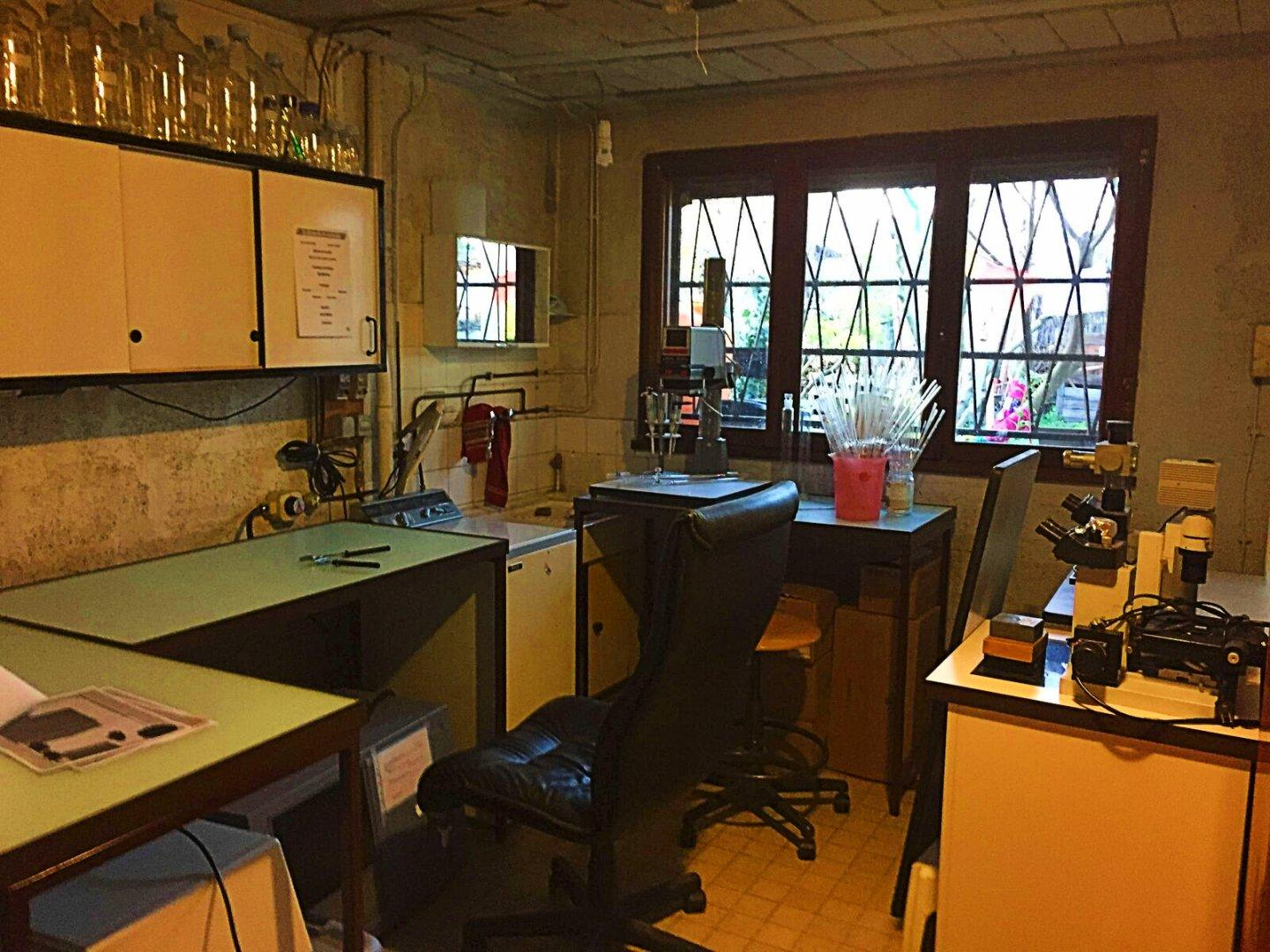
Garage de biologie participative, à la MYNE.

- Hackuarium, Renens (Suisse), inauguré en 2014[30].
- DIYbio Belgium, Belgique[31].
- Le Biome, Rennes[32].
- Hackteria.
- Genspace (en), fondé par Ellen Jorgensen et Daniel Grushkin en 2009 à Brooklyn[13].
- Biotech Without Borders, fondé par Ellen Jorgensen en 2017 à Brooklyn[33].
- Tmplab biohacklab, Choisy-le-Roi[34]
- London Biohackerspace, Londres[35]
- Bioquisitive, Melbourne[36]
- GaudiLab, Lucerne[37]
- Biook, Bilbao[38]